# Poisson-sabre commun
Trichiurus lepturus
Espèce
Statut de conservation UICN

 LC : Préoccupation mineure
Le Poisson-sabre commun (Trichiurus lepturus) est une espèce de poissons marins actinoptérygiens de la famille des Trichiuridae.

## Répartition

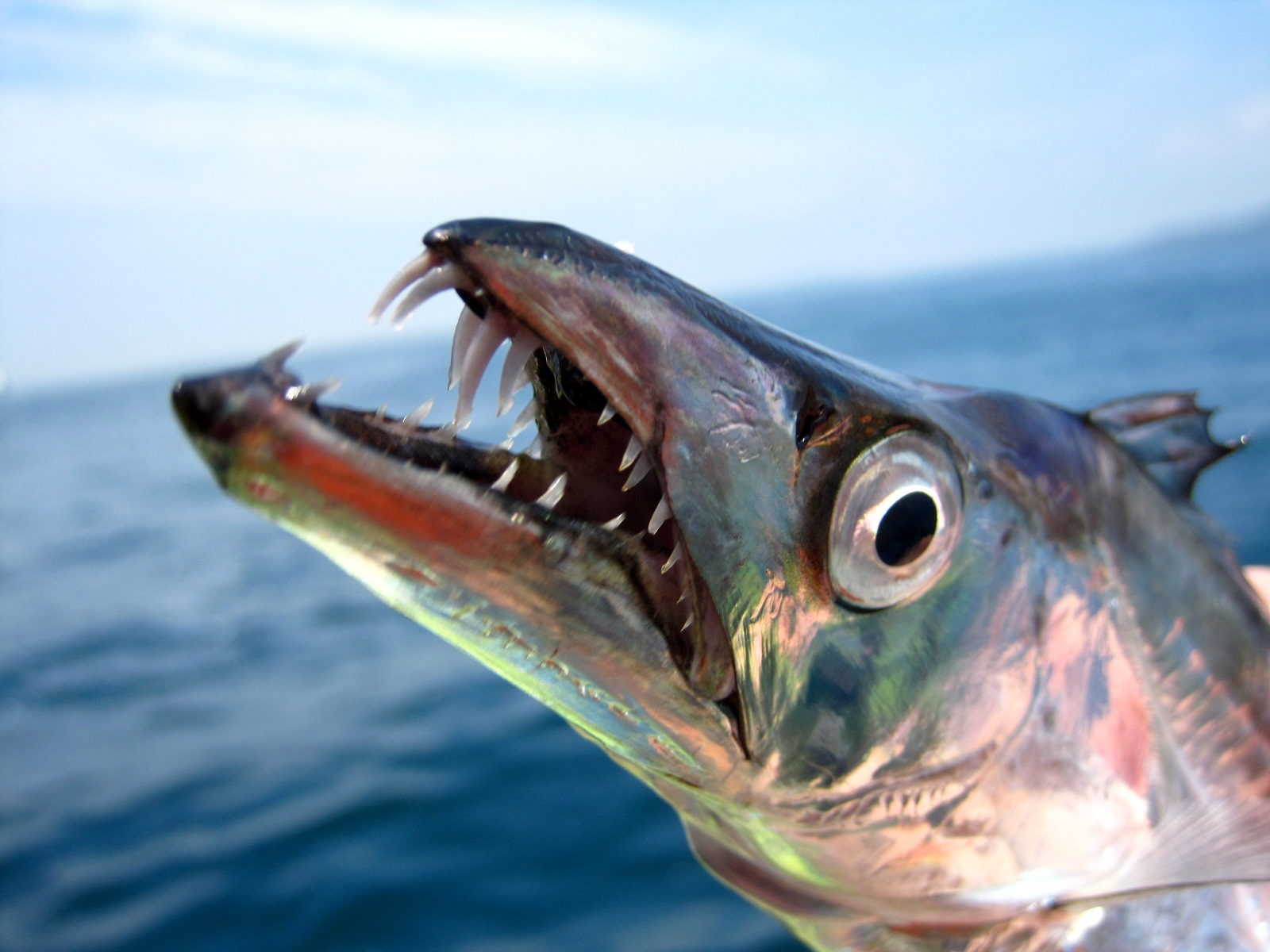
Gros plan sur la tête d'un spécimen pêché, montrant les dents effilées de ce poisson prédateur.

Ce scombriforme a une répartition cosmopolite. Poisson marin (en), il se rencontre dans les eaux tempérées chaudes et tropicales de l'océan Atlantique, de l'océan Indien et de l'océan Pacifique,.

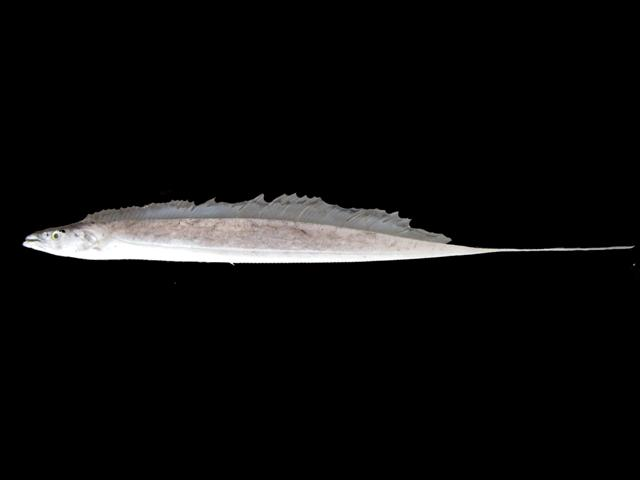
Poisson-sabre commun, marché de Kampuang, Province de Ranong, Thaïlande

## Le Poisson-sabre commun et l'Homme

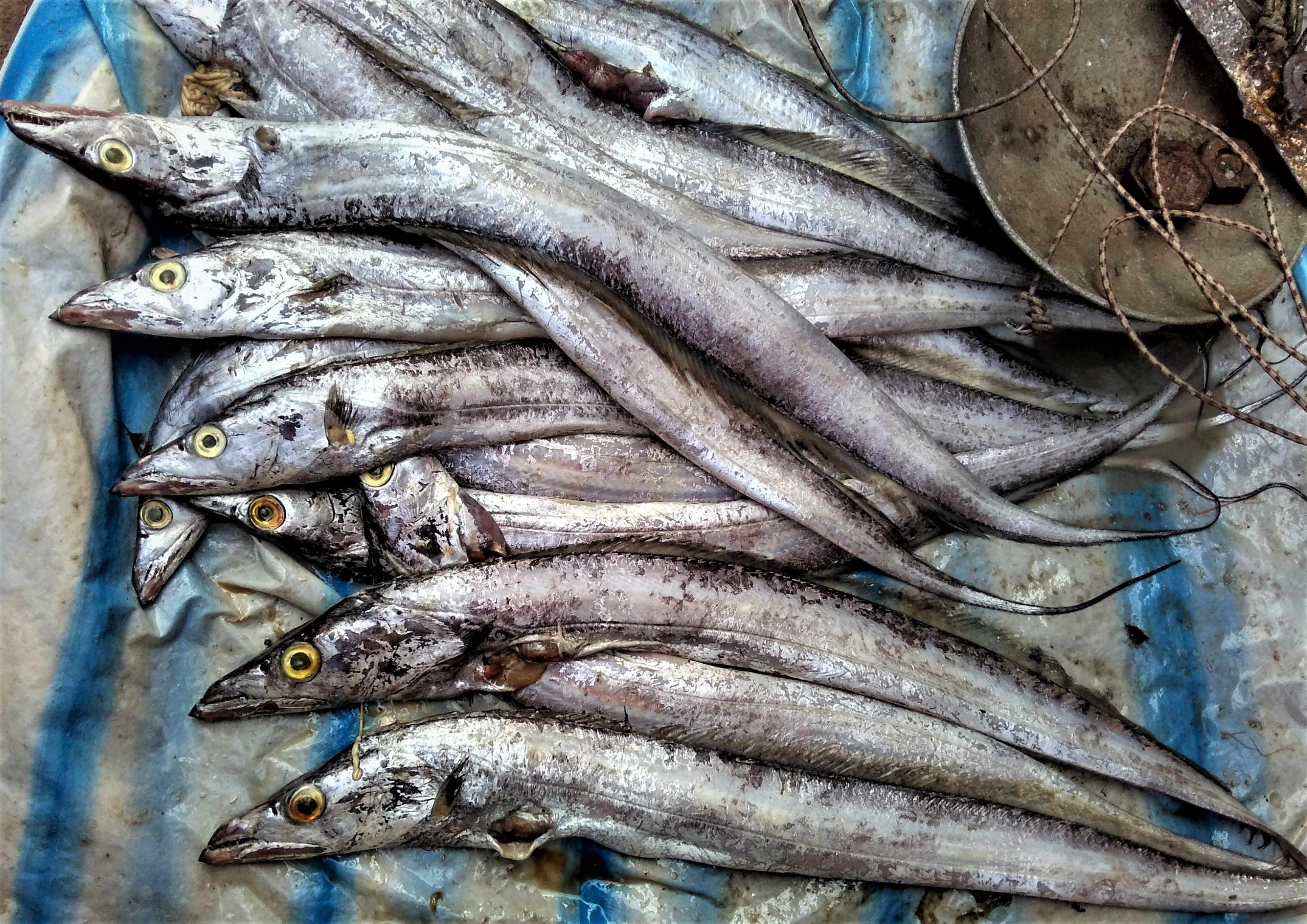
De nombreux spécimens à la vente dans un marché de Calcutta, en Inde.

Le Poisson-sabre commun est considéré comme une « espèce de préoccupation mineure » par la liste rouge de l'UICN.
Il s'agit d'un important poisson commercial, figurant parmi les espèces les plus pêchées au monde.

## Dénomination
Le nom vulgaire attesté en français est le Poisson-sabre commun,.

## Taxonomie
Cette espèce a été décrite en 1758 par le naturaliste suédois Carl von Linné, dans la dixième édition (en) de son ouvrage de référence Systema naturae.

## Étymologie
Son épithète spécifique, lepturus, dérivée du grec ancien λεπτός, leptόs, « léger, mince, étroit, ténu, délicat », et οὐρά, ourá, « queue », fait référence à sa queue, très fine et sans nageoire, en forme de poinçon.

## Publication originale
- (la) Caroli Linnæi [Carl von Linné], Systema naturae per regna tria naturae: secundum classes, ordines, genera, species, cum characteribus, differentiis, synonymis, locis [« Le système de la nature est divisé en trois règnes de la nature, selon les classes, les ordres, les genres, les espèces, avec les caractères, les différences, les synonymes et les lieux »], Holmiae [Stockholm], Laurentius Salvius [Lars Salvius], 1758, 10e éd., 824 p. (DOI 10.5962/bhl.title.542, lire en ligne). Protologue de Trichiurus lepturus.